# Audio 2
Gli Audio 2 sono un gruppo musicale pop italiano formatosi a Napoli nel 1993 per iniziativa di Giovanni Donzelli e Vincenzo Leomporro.

## Storia del gruppo

### Anni novanta
Donzelli e Leomporro sono una coppia di autori e musicisti che ha esordito nel 1993.
L'anno prima la cantante italiana Mina lancia il suo album Sorelle Lumière, il cui singolo trainante è Neve, scritto dal duo. La cantante si ripete l'anno successivo con Sì che non sei tu e Raso, che vengono incluse nell'album Lochness. È a questo punto che Massimiliano Pani, figlio di Mina e produttore musicale, decide di lanciare i due autori sul mercato discografico con il nome di Audio 2.
Esce quindi nel 1993 l'album omonimo, il quale desta curiosità perché non riporta in copertina alcuna foto dei due artisti e per l'utilizzo di timbriche e sonorità che fanno pensare a un nuovo disco di Lucio Battisti. Questo contribuisce a dare una spinta commerciale al lavoro. Le radio promuovono continuamente Sì che non sei tu e Per una virgola, i due brani di punta dell'album, che diventa in breve tempo un successo. Per questa prima uscita ufficiale i due autori firmarono il CD per le radio con lo pseudonimo Bans-Diavi.
Nel 1994 gli Audio 2 vincono il Telegatto come "miglior gruppo rivelazione dell'anno". Nello stesso anno continua la collaborazione con Mina, che lancia il suo album Canarino mannaro in cui hanno scritto Rotola la vita e Non è niente cantate in duetto insieme a Mina. La collaborazione è riconfermata nel 1995 con la loro firma su ben 3 brani del successivo album della cantante, tra cui il primo singolo Non c'è più audio. Nello stesso anno partecipano al Festivalbar con la canzone Alle venti, partecipando alla finale.
Nel frattempo esce il loro secondo album, E=mc², in cui compare, in un cameo vocale, Mina, nel coro finale del brano Dentro a ogni cosa. Nel 1996 viene lanciato sul mercato un nuovo album, Senza riserve, pubblicato con due cover leggermente differenti tra loro: nella prima edizione, poi subito ritirata, mancava la scritta AUDIO 2 sulla facciata. Nella seconda uscita l'errore fu corretto, affinché si potesse leggere correttamente "Audio 2 - Senza riserve".
Il duo collabora anche alla colonna sonora del film di Leonardo Pieraccioni I laureati. L'attore/regista chiederà agli Audio 2 di realizzare un brano anche per il successivo Il ciclone, film record di incassi.
Nel 1997 gli Audio 2 vincono il Premio Rino Gaetano come migliori autori. Il più grande successo come autori arriva però nel 1998 con l'uscita di Mina Celentano, album campione di vendite in Italia, nel quale Donzelli e Leomporro firmano il celebre duetto Acqua e sale, oltre a riproporre due pezzi già editi dagli Audio 2 che Mina e Celentano cantano rinnovandone il successo. I brani sono Specchi riflessi e Io ho te. Una versione in castigliano di Acqua e sale sarà incisa nove anni dopo dalla stessa Mina con Miguel Bosé col titolo Agua y sal.
Sempre nel 1998 esce la raccolta The Best (Airplay), contenente la hit Tu vieni prima di tutto. Nel 2000 esce il quarto album Audio2 - Mila composto da tredici inediti più Acqua e sale interpretata dagli stessi autori. Due anni più tardi è la volta di Sorrisi e canzoni, che raccoglie molti brani scritti per Mina, alcuni mai interpretati dagli Audio 2, più alcuni inediti.

### Anni duemila
Nel 2004 viene pubblicata da Mina, in Napoli secondo estratto, la canzone scritta in napoletano Cu 'e mmane. Nel 2006 esce Acquatiche trasparenze, nuovo album di inediti. Nel 2009 collaborano con Mogol, che scrive per loro le canzoni contenute nell'album MogolAudio2; esso contiene dieci canzoni con testi scritti da Mogol e musiche e arrangiamenti scritte dagli Audio 2, venendo certificato disco d'oro.
Nell'estate 2017, dopo circa otto anni di nuove sperimentazioni musicali, esce il brano Un'onda nel bicchiere. Nel dicembre 2017 vede in anteprima l'uscita del singolo Libero come un aliante, arrangiato da Luigi Pignalosa e prodotta da Clodio Music; per esso è stato realizzato anche un videoclip, diretto da Michele Vitiello. Il 20 aprile 2018 è uscito il singolo Mediterranea sei, inciso con la partecipazione di Tony Esposito.
Nel 2019 è uscito 432 hz, anticipato dai singoli Amarsi è possibile e Amici per amore, quest'ultimo inciso insieme a Ivana Spagna.

## Discografia

### Album in studio
- 1993 – Audio 2
- 1995 – E=mc²
- 1996 – Senza riserve
- 2000 – Audio2 - Mila
- 2002 – Sorrisi e canzoni
- 2006 – Acquatiche trasparenze
- 2009 – MogolAudio2
- 2019 – 432 hz

### Raccolte
- 1998 – The Best (Airplay)
- 2009 – Studio Collection

## Videografia

### Video musicali
- 1993 – Sì che non sei tu
- 1993 – Specchi riflessi
- 1995 – Alle venti...
- 1995 – Io ho te
- 1996 – È tutto più grande
- 1998 – Tu vieni prima di tutto
- 2000 – Una come te
- 2000 – Un tramonto azzurro
- 2002 – Non c'è più audio
- 2002 – Naufragati
- 2006 – Come due bambini
- 2006 – Zucchero amaro
- 2009 – Prova a immaginare
- 2010 – Neve (Mr. Hyde feat. Audio 2)
- 2017 – Un'onda nel bicchiere
- 2017 – Libero come un aliante
- 2018 – Mediterranea (feat. Tony Esposito)
- 2018 – Amarsi è possibile
- 2019 – Amici per amore (feat. Ivana Spagna)
- 2019 – Il disco